# 鄭世翼
鄭 世翼（てい せいよく、生没年不詳）は、唐の文人。本貫は滎陽郡開封県。

## 経歴
北周の儀同大将軍鄭敬徳（鄭伯猷の伯父の鄭胤伯の子の鄭幼儒の子）の子の鄭機の子にあたる。武徳年間、万年県丞や揚州録事参軍をつとめた。あるとき舟の上で崔信明に出会うと、「公には『楓落呉江冷』の文章があると聞く。できればそのほかのものも見せていただきたい」と頼んだ。崔信明は喜んで取り出すと、世翼は見終わらないうちに「見たところ聞くに及ばないようだ」と言って水に投げ捨て、舟を引いて去っていった。貞観年間、誣告を受けて巂州に流され、配所で死去した。
著作に『交遊伝』のほか、『文集』8巻があった。

## 伝記資料
- 『旧唐書』巻190 列伝第140上 文苑上
- 『新唐書』巻201 列伝第126 文芸上